# Coupe du Maroc de football 1966-1967
 (avril 2024).
Si vous disposez d'ouvrages ou d'articles de référence ou si vous connaissez des sites web de qualité traitant du thème abordé ici, merci de compléter l'article en donnant les références utiles à sa vérifiabilité et en les liant à la section « Notes et références ».
Navigation
Édition précédente Édition suivante
La saison 1966-1967 de la Coupe du Trône est la onzième édition de la compétition. 
Le Fath Union Sport de Rabat remporte la coupe au détriment de la Renaissance de Settat sur le score de 2-1 au cours d'une finale jouée dans le Stade d'honneur à Casablanca. Le Fath Union Sport de Rabat gagne ainsi pour la toute première fois cette compétition.

## Déroulement

### Huitièmes de finale
| Équipe 1                  | Équipe 2               | Résultat |
| Raja Club Athletic        | Racing de Casablanca   | 0 - 1    |
| CODM Meknès               | Chabab Mohammédia      | 2 - 1    |
| Renaissance de Settat     | Raja de Beni Mellal    | 2 - 0    |
| Kawkab de Marrakech       | Wydad Athletic Club    | 0 - 2    |
| Kénitra Athlétic Club     | Hassania d'Agadir      | 0 - 1    |
| FAR de Rabat              | Maghreb de Fès         | 1 - 0    |
| Stade Marocain            | Mouloudia Club d'Oujda | 1 - 0    |
| Fath Union Sport de Rabat | Difaâ d'El Jadida      | 2 - 0    |

### Quarts de finale
| Équipe 1                  | Équipe 2              | Résultat |
| Wydad Athletic Club       | FAR de Rabat          | 0 - 1    |
| CODM Meknès               | Racing de Casablanca  | 0 - 1    |
| Stade Marocain            | Renaissance de Settat | 0 - 1    |
| Fath Union Sport de Rabat | Hassania d'Agadir     | 1 - 0    |

### Demi-finales
| Équipe 1                  | Équipe 2              | Résultat |
| Fath Union Sport de Rabat | Racing de Casablanca  | 3 - 2    |
| FAR de Rabat              | Renaissance de Settat | 0 - 2    |

### Finale
La finale oppose les vainqueurs des demi-finales, le Fath Union Sport de Rabat face à la Renaissance de Settat, le 28 mai 1967 au Stade d'honneur à Casablanca.arbitre de la rencontre était Mr SABRY EL MOSTAPHA
| Coupe du Trône : Finale 1967 | Fath Union Sport de Rabat | 2 - 1 | Renaissance de Settat | Stade d'honneur, Casablanca   |                               |
| 28 mai 1967                  |                           |       |                       | Arbitrage : Sabry el mostapha | Arbitrage : Sabry el mostapha |
| 28 mai 1967                  |                           |       |                       | Arbitrage : Sabry el mostapha | Arbitrage : Sabry el mostapha |

Feu Sabry el mostapha pere du feu Sabry Amed et grand pere de l'actuel arbitre Sabry Karim.